# أناستاسي فاتو
أناستاسي فوتو (بالرومانية: اناستاسي فاتو) (2 يناير 1816 – 3 مارس 1886)
يُعرف أيضًا باسم "أناستاسيوس ذا فيت " أو "أناستاسي ذا فيت" أو "أناستاسي ذا فيت""؛ كان طبيبا مولدافيا ورومانيا، وخبيرًا في الطبيعة، ومحسنًا وشخصية سياسية، وعضوًا فخريًا في الأكاديمية الرومانية ومؤسس اياسي ' الحديقة النباتية.
من أصول متدنية، استفاد من برنامج الجدارة الذي وضعته حكومة مولدافيا في ثلاثينيات القرن التاسع عشر، وتابع دراسة القانون في جامعة فيينا، على أمل أن يصبح اقتصاديًا سياسيًا.
بعد تخرجه، غير مساره المهني، وتدرب على الطب في جامعة باريس. معترف به للمساهمات الرائدة في طب القلب وطب الأطفال والتوليد والعلاج بالمياه المعدنية، كان أيضًا متحدثًا مبكرًا في الصحة العامة والطب الاجتماعي، بالإضافة إلى كونه كاتب نظريات تربوية تعليمية ومؤلف الكتب الدراسية.
اقتادته وظيفته كأستاذ للعلوم الطبيعية لصبح أستاذا في المعهد الغريغوري، دير سقطولا، وفي النهاية جامعة أليكساندرو إيوان كوزا، حيث اتخذ خطوات لإنشاء جامعة جريجوري ت. بوبا للطب والصيدلة
بالتوازي مع مسيرته المهنية في العلوم، عمل فوتو فترة واحدة في ديوان مخصص (1857-1858)، ثم عدة مرات في البرلمان الروماني، في البداية مجلس نواب رومانيا؛ كان  رئيس الجمعية في عام 1868، وكان مشاركًا في فصيل حر ومستقل خلال أواخر الستينيات والسبعينيات من القرن التاسع عشر، وكان يتبنى برنامجًا راديكاليًا معاداة السامية الاقتصادية ]. بحلول عام 1878، كان جزءًا من الفصل الحزبي الذي انطلق مع  الحزب الليبرالي الوطني.
```
انضم إلى الأكاديمية في عام 1871، وأصبح أحد رعاها الرئيسيين، وبالتالي راعيًا للعلوم الصعبة في رومانيا. أثناء وجوده، ساعد في توحيد المراجع العلمية، وانحاز إلى جانب أنصار 
الهجاء الصوتي
، وشارك في إنشاء 
مفردات رومانية
 متخصصة. انتقده خصومه في مجتمع «
جونيميا
» لتراكمه للمكاتب، ولجمع راتب كبير كمنسق 
مستشفى سفانتول سبيريدون
، تبرع فاتو مع ذلك بأمواله إلى الأكاديمية. كان ما تبقى من ممتلكاته في قلب النزاعات القانونية التي استمرت حتى تسعينيات القرن التاسع عشر.
```

## السيرة الذاتية

### النشأة والدراسات في الخارج
في حين أنه لا يزال مرتبطًا بشكل أساسي بمدينة اساي، فقد ولد فاتو في الواقع إلى الجنوب منها، في  موساتا، مقاطعة فولسيو - حاليًا مقاطعة فاسلوي - في 2 يناير، 1816 ( النمط القديم: 21 ديسمبر 1815).
 He had a younger brother, Iacob,
الذين عملوا مع كوستاش كوناتشي كمترجم للأدب.
والدهما، المولود في عائلة فلاح، كان معربًا عن  مولدافيا متروبوليس الأرثوذكسية.
بعد إنهاء المدرسة الابتدائية في هوشي، في المدرسة التي تديرها  الأسقفية الأرثوذكسية،
اجتاز اناساتاسي امتحانًا وحصل على منحة دراسية لـ ڤاسليان جيمنسيوم

وبالتالي الاستفادة من التحول الجدارة في المجتمع المولدافي. كما لاحظ المؤرخ أ. اكسينيول،  الأمير المولدافي ميهايل ستوردزا ومستشاره جورجي أساشي يشجعان ضمنيًا «الناس من الطبقات الدنيا من المجتمع» على اكتساب التعليم، ثم العمل في جهاز الدولة على حساب بوياردم.

الباحث ڤي. ايه. ارشيا يسجل أيضًا «التنوع الكبير في الأصل» في [المدرسة الداخلية] فاسيليان، بحجة أنه كان مساهمة إيجابية في ثقافة رومانيا.
منذ عام 1834، تأهل واحد من ستة مولدافيين للحصول على منحة من المصرفي المحسن هاج كونستانتين بوب،
تم إرسال فوتو إلى الخارج، بشرط أنه، عند التخرج، سيرجع لصالحه بتدريس «دورة عامة في الفلسفة والقانون والاقتصاد السياسي».
ذهب للدراسة في الإمبراطورية النمساوية في جامعة فيينا. مستلم آخر للمنحة كان أنطون فيليني، الذي ظل صديقه في السنوات اللاحقة،
والذي درس معه القانون والفيزياء والرياضيات كطالب جامعي.
كان هنا أيضًا أن التقى فوتو بالرومانيين العرقيين من دوقية بوكوفينا النمساوية - كونستانتين واسيلكو وإخوة هوروزاتشي، وإلى حد ما، ارتبطوا أيضًا بطلاب من ترانسيلفانيا؛ معًا، أسسوا ناديًا رومانيًا.
بعد حصوله على درجة الدكتوراه في القانون، وكذلك تدقيق دورات في  كلية فيينا الطبية (1839-1841)،
حصل فوتو على إذن من حكومة مولدافيا لمواصلة دراسته في فرنسا؛ التحق في كلية الطب جامعة باريس، لكنه ظل على اتصال مع المغتربين في فيينا.
وبحلول أغسطس 1846، كان صديقًا لشابين من المولدافيين الآخرين في باريس، وجميعهم ناشطون سياسيًا الثلاثة: ألكساندرو يوان كوزا، سكارلات فارناف، ونيكولاي إيونيسكو.
شمل أصدقاؤه في المنزل ايون اينوس دي لا براد، الذي لاحظ بإعجاب أن فوتو «كان مغرمًا بدراساته»، وإلهامًا لسكان المولدافيين الآخرين.
أصبح فوتو دكتوراه في الطب في عام 1847، مع أطروحة عن فحص القلب (بما في ذلك دراسة تدفق [الحيض]]، تم نشره تحت اسم اناستاسي فيتول («ديس ساينس ماليدس دو كوير اين جينرال» ').

تمت دعوته للبقاء في باريس وممارسة هناك،
ولكن، بعد سلسلة من الرحلات الأوروبية،
عاد إلى مولدافيا. تم تعيينه من قبل الأمير جلايجور الكسندر شاي ليكون رئيسًا للطبيب في اساي، وأيضًا كجراح عام في  الميليشيات المولدوفية، with the boyar title of Aga.

### الصعود إلى البروز
```
في عام 1850، ساهمت Fătu بدراسة حول الوقاية من 
الملاريا
؛ كما ركز نشاطه على التوليد، والعلاج بالمياه المعدنية وعلم التغذية، مع " التدريس الغذائي على المزارع" ("تعليمات غذائية ضد 
داء الخنازير
")، تليها " ساي ديسكريري انربتيور ابي سيمبل ساي ا ابيولر مينرال دين مولدوفا 
 ("وصف واستخدام المياه العادية والمعدنية في مولدافيا"، 1851) و " مانيول بينتر انڤاتتر موسيلر" ("كتاب مدرسي تعليمات 
قابلة
"، 1852).
[
20
]
```

في ذلك الوقت، أصر، ضد العقيدة الدينية والخرافة الشعبية، على أن تغسل النساء أنفسهن قدر الإمكان؛ كما بدأ في الدعوة إلى برنامج ترفيهي حكومي لسياحة المنتجعات الصحية، ولكن تم تجاهل اقتراحه بشكل عرضي.
كانت فرضية فوتو القائلة بأن حمامات الكبريت يمكن أن تعمل ضد مرض الزهري أكثر تحفظًا من الادعاءات الأخرى ذات التأثير نفسه من معاصريه، ولكنها مع ذلك ساهمت في الأساطير السائدة في وقت لاحق الطب الشعبي.

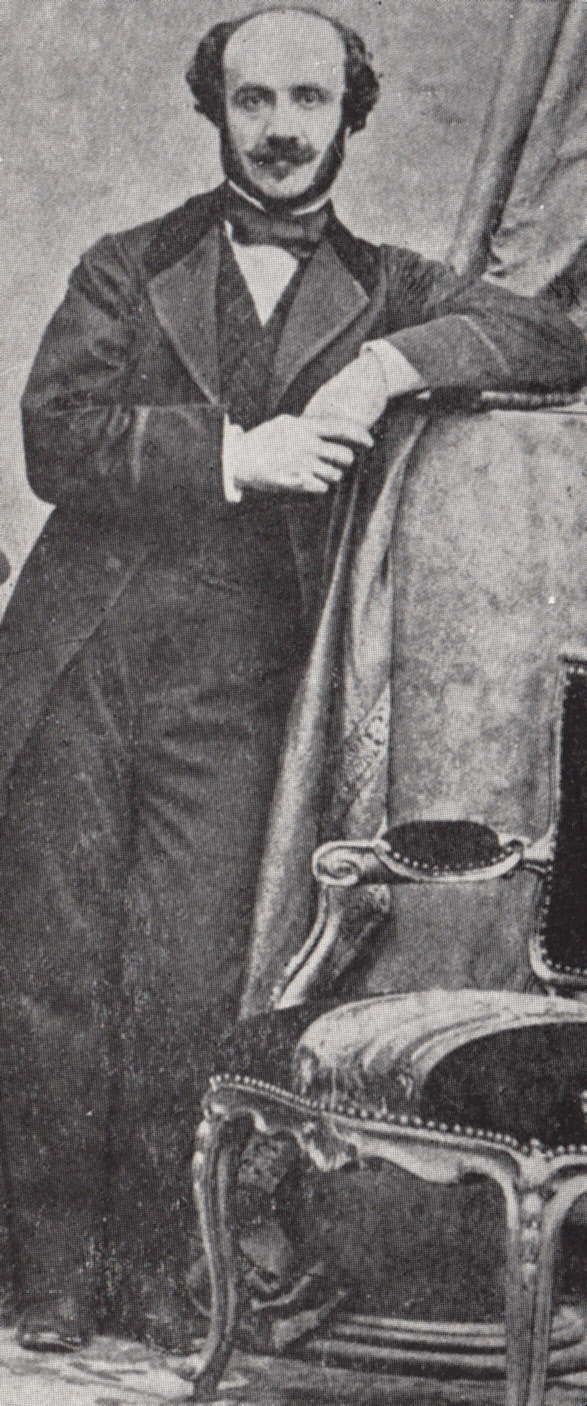
Photograph of Fătu, ca. 1860

في عام 1852، أنشأ فوتو المعهد الغريغوري (الذي سمي باسم الأمير الراعي غيشي)، والذي تضمن مدرسة القابلات التي كانت في وقت ما برئاسة مشتركة Nicolae Negură.

ضمن هذه المؤسسة، قام الأطباء فوتو وجيروج كيرونيا بدور رائد في طب الأطفال، وأداروا [[رياض الأطفال] الوحيدة في مولدافيا] لـ الأطفال المهجرين.

أنشأ فوتو أيضًا جمعية تشجيع الشباب الرومان على الدراسة بالخارج في 22 مارس 1855، بتزويدها برأس مال قدره 1000 [دوكات] من ممتلكاته الخاصة،
ونشر نظامها الأساسي كتيب.

في العام التالي، أقام على ممتلكاته في رابا جالبيني حديقة اساي النباتية، الذي تم الاحتفال به كأول واحد في المديريات الدانوبية (مولدافيا و [والشيا]]).

وأكدت فوتو أن المجموعة تهدف إلى تحسين البيئة وتعليم الشباب. عند الافتتاح، كان يتألف من 2500 نوع نباتي من عدة قارات، بالإضافة إلى الأحواض الاصطناعية والدفيئة.

عندما أطاحت حرب القرم بنظام «ريجيوننتل اورجنيك»، مما وضع إمارات الدانوب تحت الوصاية المشتركة لـ القوى العظمى، انخرط فوتو بشكل هامشي في  الليبرالية و القومية الرومانية الحركة. بحلول يونيو 1856، كان عضوًا في اللجنة النقابية الموسعة، التي دعت علنًا إلى الاتحاد بين مولدافيا ووالاشيا.
في فبراير 1857، انضم إلى مندوب أرسلته طابعات المولدافيين، مطالبا السلطات برفع قوانين الرقابة - وكان المبعوثون الآخرون فاسيلي ألساندري، كونستانتين هيرموزاتشي، وأليكو دونيسي.
ثم خاض الانتخابات في  انتخابات سبتمبر، حيث شغل مقعدًا لـ اساي في ديڤان هوك ديڤان.
حل هذا المجلس التشريعي الجديد، الذي أقرته الدول العظمى، محل ديوان  انتخب بطريقة احتيالية في يوليو.
افتتحت الغرف الجديدة عملية تم بموجبها انتخاب صديق فوتو في باريس، كوزا، الأمير الجديد لمولدافيا ثم «دومنيتور» من الإمارات المتحدة (أساس رومانيا الحديثة)؛ من المعروف أن فوتو دعمت  الحزب الوطني كوزا، واحتفظت بصورة بورتريه لـ «دومنيتور».
عاد للنشر في عام 1863 مع «برويكت دي اورجينسيريا بوليسي سانيتيريا في رومانيا» («مشروع لتأسيس الشرطة الصحية في رومانيا»)، والذي كان بمثابة المحاولة الأولى لرومانيا في قانون صحي.

كان النص نفسه رائداً في الفقه الطبي، بما في ذلك أساسيات قانون الصحة العقلية وعلم الطب الشرعي،
تم رسم رموز [سلامة الغذاء] ، وتنظيم إنشاء مراحيض عامة، وتوحيد عمق القبور.

كما دعت إلى حظر جنازات الكنائس المفتوحة، واقترحت عزل الجثث تحت المراقبة الدقيقة لمحصلي الديون.
```
وكما لاحظت المؤرخة الاجتماعية كونستانتسا فينتيلو-غيليسكو، فإن قانون فيتو يتكامل جيدًا مع "الموجة الصحية" في "أوروبا المتحضرة"، مع ظهور الأطباء كـ "شخصيات رئيسية في بناء الدولة الحديثة.
```

"
ومع ذلك، وفقًا لزميل أخصائي الصحة لاكوب فيليكس، تم تجاهل المشروع ببساطة من قبل حكومة نيكولا كريتيوليس، و مجلس النواب استشارته فقط من أجل وضع القوانين مجلس المقاطعة s.

### لأول مرة بين الفصائل
```
عاد فوتو إلى السياسة بعد 
 "دومنيتور" إسقاط كوزا
. وبحلول وقت 
 انتخابات أبريل 1866
 ، دعم مشروعًا لإعادة تشكيل الدولة المركزية في رومانيا الفيدرالية، مع مؤسسات مولدوفا منفصلة. صاغه المحامي جورجي سيجاراس، تمت المصادقة عليه من قبل أعضاء الحزب الإقليمي الناشئ، 
فصيل حر ومستقل
.
[
38
]
```

بشكل عام، انحاز فوتو إلى جانب الفصائليين، الذين أصبحوا برئاسة نيكولاي يونسكو، ومع المتطرفين «الأحمر» [أيون سي بروتيانو] ضد الليبراليين المعتدلين والمحافظين «البيض». في مولدافيا على وجه الخصوص، كانت القضية المركزية التي قسمت المجتمع هي التحرر اليهودي: عارض الفصائل، بدافع من معاداة السامية الاقتصادية، دمج  اليهود الرومان، في حين أيده المحافظون.
في مايو 1866، اندلعت أعمال شغب معادية للسامية تورط فيها أعضاء من الفصائل في إيآي، برالاد،  رومانية و [بوتوتشاني]. أدت حملة القمع التي قامت بها السلطات إلى اعتقال مؤقت لمختلف الفصائل والحلفاء: تم القبض على فوتو جنبًا إلى جنب ڤاسيل جورجين وأليكساندرو جورغيو الي. هولبان وبيتر بوين.
ثم ساعد اف ثينتو في تنظيم  انتخابات نوفمبر 1866 ، الذي اقترح خلاله مساعده السابق كوركينيو كمرشح لعضوية  مجلس الشيوخ.
فاز بنفسه بمقعد نائب للكلية الثانية في مقاطعة إيا،
وفي ديسمبر، انتُخب أحد نواب رئيس الجمعية الأربعة، منتدبًا  رئيس الجمعية لاسكار كاتارجو.
أعيد انتخابه لكلية اياسي الثانية  في ديسمبر 1867، 
ودفعها تفاهم بين «الحمر» والفصائليين،
ثم أصبح فوتو رئيسًا لمجلس النواب، وتم انتخابه بأغلبية 80 صوتًا من 105 صوتًا في 27 يناير 1868.

وبهذه الصفة، امتنع عن التصويت بشكل ملحوظ خلال  التصويت على امتيازات السكك الحديدية.
بحلول أبريل 1868، مع حدوث المذابح المعادية لليهود في باكاو وأماكن أخرى، قدم فوتو و 30 نائبا آخر اقتراح قانون معاد للسامية، واحد متطرف بما فيه الكفاية ليتم انتقاده من قبل براتنيو، الذي اعتبره غير حضاري.
بدعوى أن يكون قانونًا بشأن «تنظيم دولة اليهود في رومانيا»، منع مشروع فوتو بشكل خاص اليهود من الاستقرار في أي مكان في الريف، وكذلك من شراء الأراضي.
كان هذا التشريع المقترح، المسؤول بشكل غير مباشر عن سقوط حكومة [ستيفان جوليسكو] وخلاف بين «الحمر» والفصيل، محور فضيحة دولية - ليس فقط لأنه يميز ضد اليهود، ولكن أيضًا لأنه كان  بأثر رجعي بطبيعته.
مع خلف الجنرال نيكولاي غولسكو شقيقه كرئيس لمجلس الوزراء «الأحمر»، بدأ الفصيل يقترب من المعارضة «البيض». ومع ذلك، ظل فوتو ودودًا تجاه «ريدس». خلال شهر مايو، عندما تولى اينسوك فليبستر في مجلس الشيوخ، ظهر جميع النواب من الفصائل ولكن فوتو للتعبير عن دعمهم.
في حزيران / يونيو، وخلافاً لخط الحزب الحزبي، امتنع فوتو عن تصويت الجمعية على الإطاحة بغولسكو - ذهب المجلس ضد مجلس الشيوخ، مما أدى إلى  استدعاء مجلس الشيوخ في انتخابات مبكرة
أشارت هذه التطورات أيضًا إلى عزل فيتو من رئاسة الجمعية، على الرغم من أنه في نوفمبر 1869، تم انتخابه مرة أخرى نائبا للرئيس (إعارة براتنيو، جنبا إلى جنب جريجور ارغيربول، بانيت دونيكي سا روستي).
تلقى تعليم الطب في مدرسة سوكلا مونستري عام 1869،
بحلول عام 1870، كان فوتو يعدّل أكثر مجلة بحثية مرموقة في البلاد، «ريڤيستا ساينتيفيكا»، مع سي. اف. روبيسكو وجريجو ستافتسيك كزملاء مخرجين.

استضاف هذا مخزونه من الأنواع في الحديقة النباتية، والذي صدر أيضًا ككتاب مستقل في عام 1871.

أيضا في ذلك العام، نشر في سوكول ا «مانيول دي ميديكلينا براكتيكا» («كتاب الطب التطبيقي»). مراجعة العمل في «ريڤيستا ساينتيفيكا»، سجل المهندس الزراعي بيترا اس. ايرلين خبرًا مفجعًا مفاده أن فوتو قد طرد من المدرسة، بأمر من كريستين تيل،  وزير التربية والتعليم في حكومة ديميتري غيكا «البيضاء».
مع الفصيل الحر والمستقل، شكل فوتو وايونس المعارضة الأكثر جذرية لـ «البيض»، بقيادة في ذلك الوقت مونلاشي ايبرينو [الإنجليزية]. خاض فوتو في  انتخابات مايو 1870 ، وهو واحد من 34 من الفصائل الذين فازوا بمقاعد في الجمعية: ليس كافيًا للإطاحة بحكومة إيبوريانو، ولكن تسبب في اضطراب كبير في السياسة الوطنية.

الاستمرار في خدمة عدة فترات في كل من الجمعية ومجلس الشيوخ،
ظل فوتو فصيلًا غير متسق، متحالفًا فقط مع الحركة لجزء من حياته. كانت الحركة نفسها غير متبلورة وانتهازية معروفة.

### عمل أكاديمي
```
في 11 سبتمبر 1871، تم انتخاب فوتو وايرلين وكريتيولسي في 
الأكاديمية الرومانية
، أو، كما كان معروفًا في ذلك الوقت ، «الجمعية الأكاديمية الرومانية»، وبالتالي أسسوا قسمًا للعلوم الطبيعية. وقد كرم ذلك تعهد الأكاديميين بمنح العلوم الإنسانية والعلوم الصعبة التعرض المتساوي ، بعد حوالي 5 سنوات من عدم النشاط في هذا المجال ؛ حتى ذلك الحين ، كان 
بيترش بوينور
 فقط يمثل العلوم الصعبة في الأكاديمية.
```

عنوانه الافتتاحي ، الذي تلقاه للأكاديمية من قبل ارشيا ونشر في عام 1873، كان بعنوان "Încercările pentru dezvoltarea sciintielorŭ naturale în România" («محاولات تطوير العلوم الطبيعية في رومانيا»).
وفقا لمراجعة لاحقة من قبل الجيولوجي ايون ث. سيمون، تم غرس الخطاب في «حب وطن» ل فوتو.
انتقد فوتو «الخمول والاتجاه الخاطئ» للتعلم العلمي الروماني ، وطالب بالتدخل المباشر من قبل الدولة - بينما امتدح الأفراد الخاصين الذين عوضوا نقص هذا الدعم.
على الرغم من أن السياسة الحزبية قد أدخلت فوتو في صراع مع مؤسسة أخرى مقرها اساي ، النادي المحافظ «جونيميا»،
تضمنت «انسيركال ...» إشارات مهذبة إلى «جونامسيم»، تم تكريمها لالتزامها بـ الأسلوب العلمي وحرية الفكر.

كانت الأكاديمية وفوتو والاكسندري اودوبس قادرين على التساؤل حول كفاءة زعيميها ، ايجست تريبنيو لارين واي. جيم ماسيم. دعمت اف اودتو اودبسكيو و  جنيميستا  ' من أجل الهجاء الصوتي، وصوتت لتدقيق مشروع لارين من أجل « قاموس اللغة الرومانية».
تم رصده في اجتماعات «جومينيا»، أحد أقسام قسم «لعبة صغيرة»، الذي حضر بدون مشاركة.
إلى جانب «جوميستا» ڤاسيل بوجر، الذي كان أمين الصندوق في جمعيته لتشجيع الشباب الروماني على الدراسة في الخارج ، ساهم مونيت أيضًا بأموال لتدريس ڤاسيل كونتا في  معهد أنتويرب للأعمال؛ أرسله كونتا ، وهو أيضًا رجل «جونيما»، في وقت لاحق مجموعته المخطوطة من الفولكلور الروماني.
على الرغم من التغلب على الانتكاسات الأولية ، كانت الجمعية الأكاديمية تعاني من مأزق مالي ، والذي شعر به بشدة قسم العلوم. جزئيا لعلاج هذا ، في أغسطس 1872، تبرع فوتو بـ 10000 "ليو روماني" لإنشاء صندوقه المسمى ، مع منح جوائز لأفضل رسم خرائط علمية في رومانيا ، وكذلك مجموعة كاملة من " Revista Științifică ``.
لفترة طويلة ، ومع ذلك ، لم يتقدم باحث لطلب جائزته.
أيضًا في أغسطس 1872، مع استبدال كريولسكو لوريان كرئيس للأكاديمية ، أصبح فوتو نائبًا لرئيسه ، على التوالي مع ماسيم.
في 19 سبتمبر ، تم انتخابه رئيسًا للقسم العلمي (الذي خدم عام 1876).
وبهذه المناسبة ، تم تقسيم صندوقه إلى جوائز لعلوم النبات ، والزراعة ، والجيولوجيا ، والهندسة الكيميائية ، والعلاج بالمياه المعدنية.
علاوة على ذلك ، أصر فوتو وبترو بوني على رعاية قسم فرعي للأرصاد الجوية ، الذي أصبح يعمل في سبتمبر 1874 ووظف ابونس de لا براد كواحد من المساحين الرئيسيين.

ساعد فوتو أيضًا ايونس دي لا براد في إنشاء حديقة نباتية خاصة به (فقدت منذ ذلك الحين) في  نيجري.

منذ عام 1872، كان فوتو أيضًا رئيسًا ومنظمًا لجمعية اساي الطبية والطبيعية ، التي كانت تعمل على إنشاء متحف طبيعي.
إلى جانب زميله في عالم الطبيعة ديميتري براندزي، أنشأ حديقة نباتية ثانية أصغر بكثير ، بالقرب من مبنى المتحف في روست هاوس ، في شارع هاجوايي.
وفي نفس الوقت تقريبًا ، دعم مشروع الباحث بونيفيما فلورسيس قصير الأجل لإنشاء مدرسة ثانوية للبالغين، وشارك أيضًا في تأسيسه جمعية لتعليم الشعب الروماني.

في أواخر مايو 1873، شارك فيتو وغيره من الفصائل (بما في ذلك بوني ، سكارلات باستيا، ديميتري تاكو، وستيفان سيندريا) في التحريض ضد نظام «دومنيتور» [ [كارول الأولى من رومانيا | كارول الأول]] من خلال تنظيم جنازة كوزا المتفاخرة في  ريجيونيس.

بصفته عضوًا في مجلس الشيوخ ، ساعد فوتو فيليكس على الترويج لمشروع جديد لقانون الصحة ، والذي تم تمريره في نهاية المطاف من قبل كلتا الغرفتين في مايو 1874. جعل الفحص الصحي وظيفة  الشؤون الداخلية.

في عام 1875، أنتج «ايليمنت دي برتينيكا» («علم النبات الأساسي»)، أول كتاب جامعي في رومانيا في هذا المجال ،
طرحه لمراجعة الأكاديمية. كانت هذه مبادرة رائدة لأنها قامت بتوحيد المفاهيم النباتية وتثبيتها في [المفردات الرومانية]].
نُشرت في نهاية المطاف كمجلدين في عام 1878 و 1880، مع موظفي حديقة النباتات كمحررين ، تبعه عام 1885 «اينيلنت دي Zoologie» («ايليمنت زولوجي»).

بحلول ذلك الوقت ، كان فوتو قد حل محل برانزا كأستاذ فخري في  اساي (جامعة ألكساندرو يوان كوزا، حيث قام في نفس الوقت بتدريس علم النبات وعلم وظائف الأعضاء وعلم الحيوان.

### السنوات اللاحقة
```
في ذلك الوقت ، عمل فوتو أيضًا كواحد من الأطباء الرئيسيين والقيّمين في اساي («ايبتروب») 
مستشفى سفانتل سبيردوم
، ونشر في عام 1873 تقريرًا عن المؤسسة ومفروشاتها وعملها.
[
3
]
```

كان نشاطه هذا يخضع للتدقيق من "جونييميا". لاحظ عميد النادي ، Titu مايروسيس في عام 1875 أن معظم مساهمات فاتو لم تكن خيرية تمامًا ، كما ادعى وتوقع من الآخرين أن يؤدوا: "للعمل من أجل المال فقط ، الآن هناك شيء يعرفه الدكتور فاتو مع 2800 [الفرنك الفرنسي | الفرنك] ، يلتقط في الحديقة النباتية ، ومبلغ مماثل من الجمعية الأكاديمية ، وأكثر من ذلك بكثير من سفانتول سبيريدون وما إلى ذلك ، ثم يقدم نفسه على أنه وطني عظيم.
"
في النهاية ، في عام 1876، مع إيون غيكا تولى منصب رئيس الأكاديمية ، تم استبدال فاتو أيضًا كنائب للرئيس جورج باريتش.
في يوليو من ذلك العام ، الذي اختاره بوني وصوت عليه من قبل المجندين الآخرين ، أصبح «عضوًا خاصًا» في الجمعية الطبية والطبيعية ، مكلفًا برعاية صندوقه النباتي.
بعد حرب الاستقلال الرومانية، خلال  انتخابات مجلس الشيوخ التي عارضت «جونيميا» لفصل محلي من الفدرالي  الحزب الليبرالي الوطني، كان Fătu أحد الفصائل الذين انضموا إلى الأخير. وهكذا ركض على قائمة برئاسة فاسيلي ألكساندري، مباشرة ضد بيتر بي كارب.
في السنوات الأخيرة من نشاطه ، إلى جانب كارول دافيلا، ساهم فوتو أيضًا بشكل كبير في دمج كلية الطب العامة لا أي - نواة جامعة جيرجور تي. بوبا للطب والصيدلة.
منذ عام 1881، كان عضوًا في Senckenberg Nature Research Society.
في مملكة رومانيا الجديدة ، لا يزال يحافظ على اهتمامه بالمسائل الاجتماعية والاقتصادية الأخرى ، وفي عام 1884، كان من بين المساهمين الرئيسيين في [إئتمان تعاوني] ايساي الأول ، الذي أسسه Xenopol.

في سبتمبر 1885، استضاف كارول الأول ، في ذلك الوقت ملك الرومانيين، الذي زار الجمعية الطبية والطبيعية.
انسحب فوتو من سفانتول سبيريدون في عام 1885.
قبل وفاته ، التي جاءت في 15 مارس ( Old Style: 3 مارس)، 1886،
كان يعمل مع لجنة لتنظيم مؤتمر اساي الطبي.
في 21 مارس ، تم دفنه في إيازي ، مع خطب جنازة من قبل الأطباء إيمانويل ريجلر، ألكسندر أ. سولو، ويوجين ريزو؛
غادر الأكاديمية «تقريبا كل ثروته».
في خطاب قبوله عام 1887، قام جريجور كوبليسا، «قلبه المليء بالحزن»، بتحية «الراحل اناستاسي فوتو».

ومع ذلك ، كان لعمله التربوي الشامل نتائج غير حاسمة: في عام 1900، لاحظ سيمياونستك أنه لم يتم عمل الكثير لمعالجة القضايا التي أثارها في خطابه عام 1873، وأن المتحدث نفسه «تم نسيانه».
على الرغم من أن فوتو كان معروفًا بمودة لمواطنيه باسم  د. بيرنسكو  («د. ويدز»)، تركت حديقته في حالة سيئة للغاية في الأشهر التي تلت وفاته.
كانت الجمعية الطبية والطبيعية في حالة من الفوضى أيضًا: احتفظ فوتو بسجلاته وأمواله في منزله الخاص ، ولن تعيده أرملته ايكترينا وعائلته. تبع ذلك نزاع قانوني ، واضطر فوتو للتخلي عن السيطرة - على الرغم من أن بعض المخطوطات لم ترد أبدًا.
بحلول مارس 1892، فقدت ايكتورينا فوتو وطفليها القاصرين أيضًا ملكية العقار في  دريكوسني، مقاطعة دوروهوي، حيث توفت اناساستي دون سداد ائتمان بقيمة 200,000 لي.